# Resolució 748 del Consell de Seguretat de les Nacions Unides
La Resolució 748 del Consell de Seguretat de les Nacions Unides, adoptada el 31 de març de 1992 després de reafirmar la Resolució 731 (1992), el Consell de Seguretat de les Nacions Unides va decidir, segons el Capítol VII de la Carta de les Nacions Unides, que elgGovern de Líbia ha de complir ara amb les sol·licituds d'investigacions relacionades amb la destrucció del vol 103 de Pan Am sobre Lockerbie i el vol 772 d'UTA sobre Txad i Níger, demanant Líbia a cessar totes les formes d'acció terrorista i assistència a grups terroristes. Per això, el Consell va imposar sancions a Líbia fins que Líbia compleixi.
La resolució va decidir que, a partir del 15 d'abril de 1992, tots els estats membres haurien de:
(a) negar el permís als avions libis per enlairar, aterrar o sobrevolar el seu territori si s'ha allunyat del territori libi, exclosa necessitat humanitària;
(b) prohibir el subministrament d'aeronaus o components d'aeronaus o la prestació o servei d'aeronaus o components d'aeronaus;
(c) prohibir el subministrament d'armes, municions o altres equips militars a Líbia i assessorament o formació tècnica;
(d) retirar els funcionaris presents a Líbia que aconsellin a les autoritats líbies sobre assumptes militars;
(e) reduir significativament el personal diplomàtic i consular a Líbia;
(f) impedir el funcionament de totes les oficines de Libyan Airlines;
(g) negar o expulsar nacionals libis involucrats en activitats terroristes en altres estats.
El Consell va demanar als Estats membres que observessin estrictament les sancions i establissin un Comitè del Consell de Seguretat que demanés informació dels Estats membres sobre com estan implementant la Resolució, les formes de millorar l'eficàcia dels embargaments i considerar les sol·licituds dels estats que experimentin problemes a conseqüència de les sancions. Va instar la plena cooperació de tots els estats amb el Comitè i va decidir que el Consell revisés l'embargament cada 120 dies.
La resolució 748 va ser aprovada per deu vots i cap en contra, amb cinc abstencions de Cap Verd, República Popular de la Xina, Índia, Marroc i Zimbabwe. En aprovar la resolució del capítol VII, Líbia estava obligada per les disposicions del Consell fins i tot si estaven en conflicte amb el Convenció de Montreal.
Líbia es va negar a complir la resolució actual o la resolució 731, i el Consell va respondre adoptant mesures més àmplies a la Resolució 883 (1993).